# 스타크래프트 맵진
스타크래프트 맵진(StarCraft Map Zine)은 2001년부터 2015년까지 다음 카페에서 운영되었던 스타크래프트 팬 사이트이다. 또한 블리자드 엔터테인먼트와 협력하는 스타크래프트와 스타크래프트2 팬 사이트로 "스타크래프트 유저들을 위하여" (영어: For StarCraft Users)라는 슬로건을 앞세워 스타크래프트의 모든 것을 다룬다는 것을 목표로 하했다.

## 개요
스타크래프트 맵진은 스타크래프트 1, 2의 맵 파일과 같은 유저 제작 컨텐츠와 그 개발 방법, 공략 등의 정보를 공유하는 사용자 커뮤니티로, 2015년 5월 2일 기준 1,134,162명의 회원 수를 보유하고 있다. 2006년부터 2014년까지 다음 카페 지정 최우수 카페로 선정되었다. 대한민국 최대 규모의 스타크래프트와 스타크래프트2 팬 사이트이며, 스타크래프트 맵 제작뿐만 아니라 많은 스타크래프트 관련 자료 및 스타크래프트 UCC를 자체 자료로 보유하고 있다.

## 역사
- 2009년 8월 3일: 스타크래프트 맵진 카페의 총 접속자수가 5천만 명을 돌파하였다.
- 2009년 10월 19일: 회원들이 작성한 글이 2백만 개를 넘어섰다.
- 2009년 12월: 하루 접속자 수가 3만 명을 돌파하였다.
- 2011년 3월 1일: 총 회원수 1,400,005명을 기록하였다.
- 2014년 11월 13일: 카페지기가 Dark-Angel에서 스타메인1으로 변경되었다.
- 2014년 11월 14일: 카폐가 리뉴얼되었으며, 게시판들이 간소화되었다. 일부 게시판은 사용이 중지되면서 사실상 사용중지 상태가 되었다.
- 2016년 1월 22일: 카페의 모든게시물의 작성이 금지되면서 카페가 사실상 폐쇄되었다.

## 사이트 구성
스타크래프트 맵진에는 11개의 메뉴가 있고, 각 메뉴 아래에 최소 4개에서 10개까지 하위 게시판이 있다. 게시판의 총 개수는 54개(2015년 5월 기준)이다. 각 게시판은 부문별로 구분되어 운영되고 있다.

### 회원 구성과 등급 체계
회원 139만 명 중 39% 정도가 10대이고, 17%가 20대이며, 14%가 30대이다. 40대는 10%이며 50대 회원이 13%, 60대 이상 사람들이 7%를 구성하고 있다. 2010년 2월을 기준으로, 정회원 이상이 약 26만 명 정도이고, 나머지 113만 명이 준회원이다. 회원 등급 체계는 다음 카페의 기본 설정을 따라 총 10단계로 나뉘어 있다.

## 개발 프로그램
맵진에서는 스타크래프트에 관련된 프로그램을 개발하고 있는데 해당 프로그램들은 다음과 같다.
- 터렛: 스타크래프트 버전 1.151 ~ 1.153에서 작동하는 핵 감지 프로그램이다. 1.00 버전으로 1.151 버전에서 배포하였으나 1.04 버전까지 개발하고 배포되었으며, 그 이후 패치 및 개발이 중단되었다.
- 미니 런처: 스타크래프트 프리베틀넷인 브레인서버에서 개발한 프로그램으로 스타크래프트의 플레이에 있어서 여러 가지 편의 기능이 있는 프로그램이다.
- 스타크래프트 한글판: 스타크래프트 맵진에서는 유닛이나 건물이름, 설명서, 그리고 미션 등이 영어로 되어 있었던 스타크래프트를 번역하여 '스타크래프트 한글판'을 만들기로 하고 2009년 작업을 시작하여 2010년에 마무리하였다.[1][2] 하지만 결국 배포되지 않았다.

## 같이 보기
- 스타크래프트
- 스타크래프트: 브루드 워
- 스타크래프트 II: 자유의 날개
- 스타크래프트 II: 군단의 심장
- 스타크래프트 II: 공허의 유산
- 블리자드 엔터테인먼트
- 스타크래프트 켐페인 에디터
- 스타 에디터 아카데미